# Pettyes fülemülerigó
A pettyes fülemülerigó (Catharus guttatus) a madarak osztályának verébalakúak (Passeriformes) rendjébe és a rigófélék (Turdidae) családjába tartozó faj.

## Rendszerezése
A fajt Peter Simon Pallas német zoológus írta le 1811-ben, a Muscicapa nembe Muscicapa guttata néven.

## Alfajai
- Catharus guttatus auduboni (S. F. Baird, 1864)
- Catharus guttatus faxoni (Bangs & T. E. Penard, 1921)
- Catharus guttatus guttatus (Pallas, 1811)
- Catharus guttatus jewetti A. R. Phillips, 1962
- Catharus guttatus munroi A. R. Phillips, 1962
- Catharus guttatus nanus (Audubon, 1839)
- Catharus guttatus polionotus (Grinnell, 1918)
- Catharus guttatus sequoiensis (Belding, 1889)
- Catharus guttatus slevini (Grinnell, 1901)[2]

## Előfordulása
Kanadában és az Amerikai Egyesült Államokban költ, telelni Mexikó, Saint-Pierre és Miquelon, a Turks- és Caicos-szigetek, Guatemala, Honduras és Salvador területre vonul. 
Kóborlóként eljut a Bahama-szigetekre, a Bermudára, Kubába, Németországba, Grönlandra, Izlandra, Luxemburgba, Svédországba, és az Egyesült Királyságba is. 
A természetes élőhelye szubtrópusi és trópusi hegyi esőerdők, mérsékelt övi erdők és tűlevelű erdők. Vonuló faj.

## Megjelenése
Átlagos testhossza 18 centiméter, testtömege 23-37 gramm.
|  |

## Életmódja
Tavasszal és nyáron inkább rovarokkal táplálkozik, ősszel és télen inkább magvakat fogyaszt.

## Szaporodása
A talajon fészkel.